# 시흥시민축구단
시흥 시민 FC(Siheung Citizen Football Club)는 대한민국 경기도 시흥시에 있는 축구 선수단이다. 시흥시민축구단이 운영하는 남자 세미프로 축구단이며, 2015년에 창단되었다.

## 역사
2015년 10월 24일 유소년 클럽(U-12, U-15)과 함께 시흥시 실내체육관에서 창단식을 가졌다. 키케 리네로 감독을 초대 감독으로 하며 K3리그 최초 외국인 감독을 가지게 되었다. 2016년 시즌부터 K3리그에 참가했다. 2016시즌 12위를 기록 했으나 승격플레이오프 1차전 청주 FC에 패하면서 K3 베이직리그로 강등됐다.
2017년, 브라질 국가대표 출신 글레겔 졸진을 2대 감독으로 선임했다. 베이직리그 준우승을 기록했으나 어드밴스 직행권이 우승팀에게만 주어지는 관계로 승강플레이오프에 진출, 1차전 FC 의정부에 패하면서 승격에 실패했다.  승격 실패에도 불구하고 팀은 베스트 프런트 상을 수상했다.
2018시즌 K3리그 베이직에서 우승하면서 K3리그 어드밴스로 승격했다. 페어플레이상, 베스트프런트상, 최다관중상을 수상했다.
2019시즌 K3리그 어드밴스에서의 첫 도전을 최종 7위로 마감했다. 최다관중상 2위를 수상했다.
2020년 시즌부터는K4리그에 참여했다.

## 선수 명단

### 현재 선수
2023년 3월 31일 기준

참고: FIFA 자격 규정에 따라 소속된 국가대표팀 국기를 표시합니다. 선수는 복수의 FIFA 비회원국 국적을 가지고 있을 수 있습니다.
| 번호 | 포지션 | 국적 | 이름   |
| ---- | ------ | ---- | ------ |
| 1    | GK     |      | 김덕수 |
| 2    | DF     |      | 최창원 |
| 3    | DF     |      | 유제원 |
| 4    | DF     |      | 최호창 |
| 5    | DF     |      | 이충   |
| 6    | MF     |      | 박재훈 |
| 7    | FW     |      | 황정현 |
| 8    | MF     |      | 안수민 |
| 9    | FW     |      | 유현규 |
| 10   | FW     |      | 김태헌 |
| 11   | FW     |      | 김민석 |
| 12   | MF     |      | 김형준 |
| 13   | DF     |      | 김남성 |

| 번호 | 포지션 | 국적 | 이름                     |
| ---- | ------ | ---- | ------------------------ |
| 14   | FW     |      | 정현우                   |
| 15   | DF     |      | 조인홍                   |
| 16   | MF     |      | 황신중                   |
| 17   | MF     |      | 정현우                   |
| 19   | FW     |      | 김건우                   |
| 20   | DF     |      | 김정우                   |
| 21   | GK     |      | 권재범                   |
| 22   | MF     |      | 김보섭                   |
| 23   | DF     |      | 김동현                   |
| 24   | DF     |      | 김상균                   |
| 26   | MF     |      | 김민석                   |
| 27   | DF     |      | 김현명                   |
| 30   | FW     |      | 최승우                   |
| 31   | GK     |      | 박찬빈                   |
| 32   | FW     |      | 최태민                   |
| 33   | MF     |      | 노진용                   |
| 41   | GK     |      | 이민혁                   |
| 42   | MF     |      | 박승균                   |
| 47   | MF     |      | 한선웅                   |
| 53   | FW     |      | 지미트리 리마 소자       |
| 50   | DF     |      | 최원창                   |
| 55   | DF     |      | 이현용                   |
| 72   | DF     |      | 주종대                   |
| 77   | MF     |      | 우대희                   |
| 82   | FW     |      | 에리크 프란사 마갈량이스 |
| 88   | FW     |      | 구민서                   |
| 93   | MF     |      | 오성진                   |
| 99   | FW     |      | 전태웅                   |
| 99   | FW     |      | 이인명                   |

## 참고 문헌
- “스포츠지원포털 등록 현황”. 대한체육회.
- “KFA 통합경기정보 시스템”. 대한축구협회.